# Лаутерштайн
Лаутерштайн (нім. Lauterstein) — громада в Німеччині, знаходиться в землі Баден-Вюртемберг. Підпорядковується адміністративному округу Штутгарт. Входить до складу району Геппінген.
Площа — 23,32 км2. Населення становить 2583 ос. (станом на 31 грудня 2020).